# 拉斯韦特村委员会
拉斯韦特村委员会（俄语：Рассветский сельсовет）是俄罗斯联邦阿斯特拉罕州纳里马诺夫区所属的一个村委员会。其下辖有4个居民点，行政中心为拉斯韦特。据2015年统计，该村委员会的人口为1914人。